# Plan regulacyjny Wielkiego Krakowa
Plan regulacyjny Wielkiego Krakowa – plan zagospodarowania przestrzennego nowych dzielnic miasta przyłączonych do Krakowa w latach 1910–1915. Skierowany był on do techników i artystów polskich co miało z pewnością podkreślić jego narodowy charakter w okresie rozbiorów. Był to pierwszy w dziejach urbanistyki polskiej, wyprzedzający o kilka lat prace nad planami Wielkiego Lwowa i Wielkiej Warszawy, nowoczesny plan, w którym starano się uporządkować przede wszystkim nowo przyłączone tereny i zagospodarować pod zabudowę miejską do niedawna wiejskie nieużytki i pola uprawne.
Powstanie planu postulowano w Krakowie już w 1893 roku jednak dopiero znaczne rozszerzenie granic miasta umożliwiło przeprowadzenie konkursu. W 1909 roku Rada Miasta na żądanie szeregu towarzystw kulturowych i technicznych rozpisała konkurs na plan regulacji Wielkiego Krakowa. Głównym celem było przedstawienie koncepcji zagospodarowania nowych obszarów miasta. Plan miał uwzględniać najnowsze wymogi ruchu komunikacyjnego, estetyki, zdrowia publicznego i gospodarki miejskiej. Miał on być także podstawą dla stworzenia nowej ustawy budowlanej w miejsce starej obowiązującej od 1899 roku.